# Johannes Wild (Kartograf)

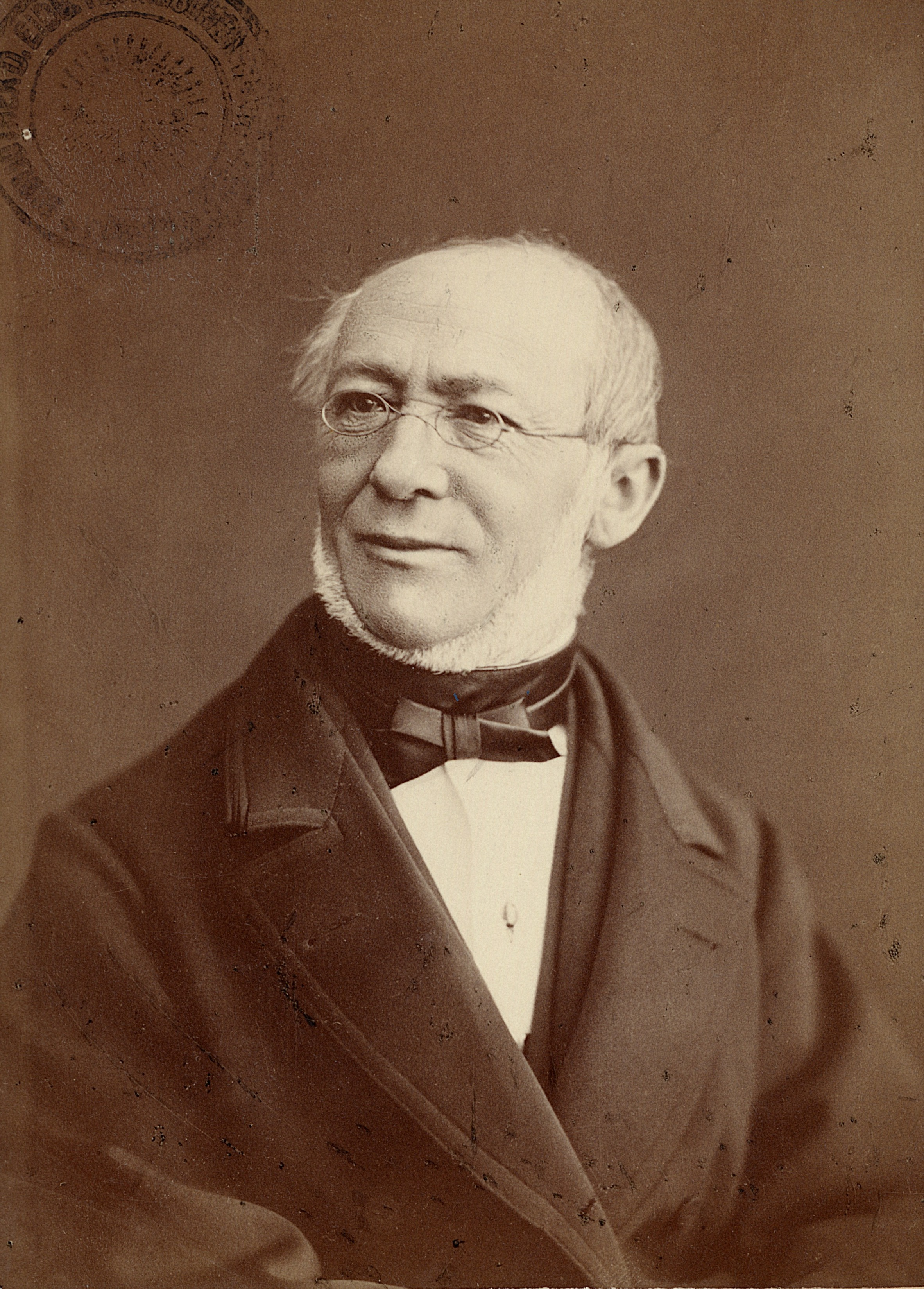
Johannes Wild (ca. 1865)

Johannes Wild (* 13. März 1814 in Richterswil; † 22. August 1894 ebenda) war ein Schweizer Professor für Topographie und Geodäsie der ETH Zürich, Ingenieur und Kartograf. Er erstellte als erster eine mehrfarbige Kurvenkarte im Massstab 1 : 25'000 des Kantons Zürich.

## Biografie
Wild wurde in Richterswil als Sohn eines Bauern geboren. Als junger Bursche half er dem Geometer Rudolf Diezinger bei der Vermessung der Nachbargemeinde Wädenswil, was bei ihm die Freude an Plänen und Karten weckte. Nach dem Besuch der Industrieschule (heute naturwissenschaftliches Gymnasium) in Zürich studierte Wild an den Universitäten in Zürich und München sowie an der Ingenieurschule in Wien. 1834 erhielt er Gelegenheit, an den eidgenössischen Basismessungen in Zürich mitzuarbeiten. Nach dem Abschluss seines Studiums arbeitete er 1838 beim Eisenbahnbau. Zudem erhielt er vom Gletscherforscher Louis Agassiz den Auftrag, den Unteraargletscher zu vermessen und im Massstab 1 : 10'000 zu zeichnen.
Um 1840 beschloss die Regierung des Kantons Zürich, im Rahmen der Vermessung der Eidgenossenschaft eine Karte des Kantonsgebietes im Massstab 1 : 25'000 aufnehmen zu lassen. Seit 1833 wurden die Arbeiten zur Schaffung einer einheitlichen Karte im Massstab 1 : 100'000 der Schweiz vom späteren General Guillaume-Henri Dufour koordiniert. Wild beteiligte sich an der Triangulation, die als Grundlage für die Dufourkarte diente.
Als Leiter des Topographischen Büros Zürich wurde Wild mit der Leitung der Messtischaufnahmen und der Lithographierung beauftragt. Diese Aufgabe beanspruchte in den kommenden 25 Jahren den grössten Teil seiner Arbeitszeit. Zu Beginn dieser Tätigkeit war er noch Ingenieur bei der Schweizerischen Nordbahn und Zürcher Grossrat. Von 1855 bis 1889 war er Professor für Topographie und Geodäsie an der ETH Zürich und von 1857 bis 1869 kantonaler Strassen- und Wasserbauinspektor. 1852 wurde er vom Bundesrat zum Eidgenössischen Telegraphendirektor ernannt; eine Aufgabe, die ihm nicht zusagte; nach einem halben Jahr legte er das Amt nieder und kehrte von Bern nach Zürich zurück, wo eben die Arbeiten zum Druck der neuen Karte begonnen hatten.
Nach seiner Emeritierung als Professor zog er sich 1889 nach seinem Heimatdorf Richterswil zurück, wo er am 22. August 1894 im achtzigsten Lebensjahr starb.

## Karte

Blatt 22 der Wild-Karte

Zwischen 1843 und 1851 wurden die Fixpunkte trianguliert und die Karte im Messtischverfahren aufgenommen. Von 1852 bis 1865 wurde die «Topographische Karte des Kantons Zürich 1 : 25’000» in 32 Blättern auf Lithographiesteine graviert und gedruckt. Zeichner war Heinrich Enderli (1828–1872) aus Zürich-Wipkingen; der Lithograph war Josef Graf (1811–1871) aus Rottweil, dessen Nachfolger Johann Jakob Brack (1824–1867) aus Neunforn im Kanton Thurgau. Gedruckt wurde die Karte von der seit 1833 bestehenden Druckerei des Stuttgarters Georg Adolf Grimmiger (1802–1877) in Zürich. Von 1852 bis 1868 wurden bei Grimmiger gegen 30'000 Blätter der Karte gedruckt. Das Papier stammte aus der zürcherischen Papierfabrik an der Sihl. Die Wild-Karte war eines der wichtigsten Vorbilder für die später erstellte Siegfriedkarte.
1990 erschienen 32 Blätter der Wild-Karte als Faksimile-Ausgabe.